# Conala fasciata
Conala fasciata är en insektsart som beskrevs av Henry Fairfield Osborn 1923. Conala fasciata ingår i släktet Conala och familjen dvärgstritar. Inga underarter finns listade i Catalogue of Life.